# Rättshjälp
Rättshjälp innebär att det allmänna helt eller delvis står för en enskild persons kostnader i en rättslig angelägenhet, främst kostnaden för rättsligt biträde. I Sverige finns bestämmelser om rättshjälp i rättshjälpslagen (1996:1619).
Det är viktigt att understryka att rättshjälpen inte täcker motpartens kostnader utan bara de egna. Om man förlorar ett tvistemål får man alltså normalt betala motpartens kostnader fullt ut vare sig man har rättshjälp eller inte.
Advokaten eller den som annars utses som rättshjälpsbiträde måste först ha lämnat minst en timmes rådgivning, som klienten har att betala (om det inte finns grund för jämkning av rådgivningsavgiften). Undantag från denna rådgivningsskyldighet finns, till exempel när advokaten (etc.) redan känner till klientens sak.
Den viktigaste formen av rättshjälp är att staten betalar kostnaderna för ett rättshjälpsbiträde, normalt en advokat eller en biträdande jurist vid en advokatbyrå. När rättshjälp har beviljats, betalar staten även vissa kostnader för bevisning m.m..
Den som har rättshjälp behöver inte betala någon ansökningsavgift till domstolen.
Rättshjälp får beviljas en fysisk person vars "ekonomiska underlag" inte överstiger 260 000 kr. Rättshjälp får även beviljas ett dödsbo om det finns synnerliga skäl. Med ekonomiskt underlag avses i rättshjälsplagen den rättssökandes beräknade årsinkomst sedan hänsyn tagits till underhållsskyldighet, förmögenhetsförhållanden och skuldsättning.
Om den rättsliga angelägenheten uppkommit i den fysiska personens näringsverksamhet krävs särskilda skäl för att rättshjälp ska beviljas.
Rättshjälp får beviljas endast om det med hänsyn till angelägenhetens art och betydelse, tvisteföremålets värde och omständigheterna i övrigt är rimligt att staten bidrar till kostnaderna. Beträffande tvisteföremålets värde kan sägas att rättshjälp inte ska beviljas om det omtvistades värde är mycket lågt, såväl i absoluta tal som i förhållande till de kostnader som en tvist kan väntas föra med sig.
Rättshjälp beviljas inte för bl.a. bouppteckning, självdeklaration, äktenskapsförord, testamente, bodelning (dock kan det beviljas vid klander av bodelning). Särskilda skäl krävs för beviljande av rättshjälp avseende bl.a. äktenskapsskillnad, underhåll till barn, och s.k. småmål (tvisteföremålets värde överstiger ej halva basbeloppet).
Rättshjälp får inte beviljas, om den enskilde har en rättsskyddsförsäkring eller något annat liknande rättsskydd som omfattar angelägenheten. Om han eller hon saknar rättsskydd men borde ha haft ett sådant skydd, får rättshjälp beviljas endast om det finns särskilda skäl.
Ersättning för rättshjälpsbiträdets arbete är maximerad till 100 timmar. Domstolen kan dock medge att gränsen överskrids.
Den som har rättshjälp skall betala en rättshjälpsavgift som fastställs med viss procentsats av kostnaderna beroende på vilken inkomst han eller hon har. Rättshjälpsavgiften betalas till rättshjälpsbiträdet.
Beslut i rättshjälpsfrågor fattas av domstol eller av Rättshjälpsmyndigheten.